# باتريك لافي
باتريك لافي (بالفرنسية: Patrick Levy)‏ (و. 1960 – م) هو ممثل، وممثل أفلام، من فرنسا.

## وصلات خارجية
- باتريك لافي على موقع IMDb (الإنجليزية)
- باتريك لافي على موقع ألو سيني (الفرنسية)
- باتريك لافي على موقع كينوبويسك (الروسية)